# Polardorsch
Der Polardorsch (Boreogadus saida) gehört zur Familie der Dorsche (Gadidae). Er ist eng mit dem Atlantischen Kabeljau (Gadus morhua) verwandt. Nicht zu verwechseln ist er mit der Kabeljau-Art Gadus chalcogrammus, die auch unter dem Handelsnamen Pazifischer Polardorsch angeboten wird.

## Verbreitung und Biologie
Der Polardorsch ist in den kalten Gewässern des arktischen Polarmeeres zu Hause. Diese Art ist zirkumpolar verbreitet, d. h., sie bewohnt den Nordatlantik ebenso wie den Nordpazifik. Der Polardorsch lebt, wächst und vermehrt sich in Salzwasser mit einer Temperatur von 0 °C oder darunter. Dabei wechselt er zwischen einem Leben direkt unter der Meeresoberfläche und einem Leben über dem Meeresboden.
Die ein- bis zweijährigen Polardorsche sind mit einer Länge von 6 bis 17 cm zum großen Teil an das Meereis gebunden. Sie leben in Höhlungen und Spalten des Meereises und zwischen Eisschollen. Hier finden sie Schutz vor Räubern und ihren räuberischen Eltern sowie ein reichhaltiges Nahrungsangebot an tierischem Plankton.
Die älteren Fische halten sich in flachen Gewässern über dem Meeresboden oder in tieferen, freien Wasserschichten bis 700 m auf. Hier ernähren sie sich von frei schwimmenden kleinen Krebsen wie Amphipoden oder Krill. Erst mit vier Jahren erreichen sie eine Körperlänge von ca. 20 cm und werden geschlechtsreif. Ausgewachsen können sie, je nach Region, eine Körperlänge von 25 cm bis zu 40 cm erreichen.
Die wichtigsten Fressfeinde des Polardorschs sind die Ringel- und die Sattelrobben.

## Ökologie
Der Polardorsch ist ein wichtiger Bestandteil der nordpolaren Eisfauna. Seine Fressfeinde sind Seevögel, Meeressäugetiere und verschiedene Fischarten. Damit ist er die wichtigste Art im Polarmeer, die den Energiefluss zwischen planktonischen Organismen und auf dem Eis lebenden Wirbeltieren verbindet.
Als Nahrungskonkurrent zur Lodde (Mallotus villosus) und mit gemeinsamen Prädatoren geht der Polardorschbestand in manchen Jahren stark zurück. Grund ist die Überfischung des Loddebestandes, da die wichtigsten Fressfeinde der Lodde nun auf Polardorsch als Nahrung zurückgreifen.
Der Polardorsch gilt durch die Auswirkungen des Klimawandels im Falle der Nichteinhaltung des 1,5-Grad-Ziels in seinem Fortbestehen als gefährdet.